# Ministérialisme
Le ministérialisme est le débat au sein du mouvement ouvrier sur la participation ou non à des gouvernements perçus comme « bourgeois ».

## France

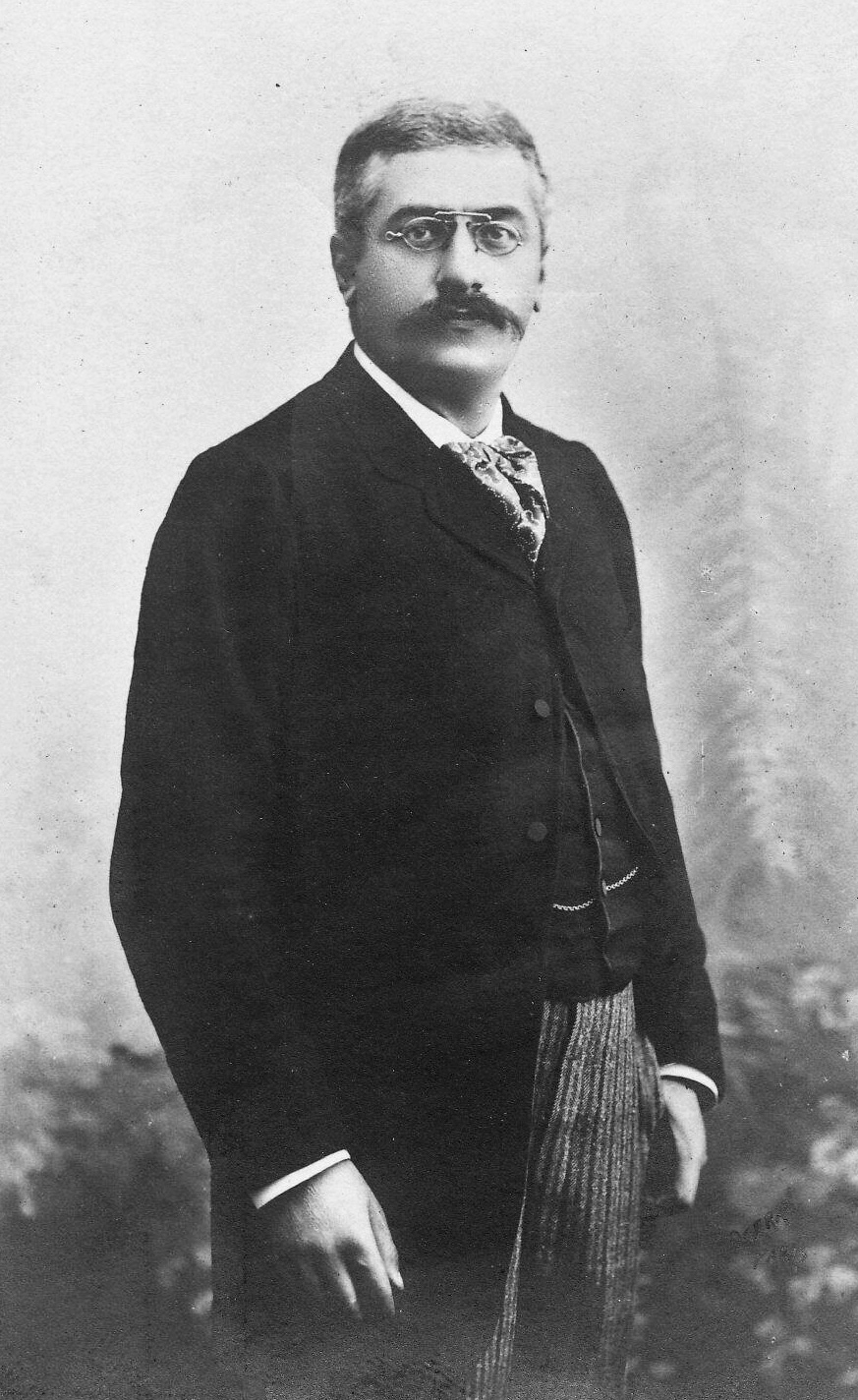
Alexandre Millerand (v. 1900).

En France sous la Troisième République, ce débat se pose lors de la participation en 1899 du socialiste indépendant Alexandre Millerand au gouvernement de « défense républicaine » du modéré Pierre Waldeck-Rousseau en tant que Ministre du Commerce. Millerand considère alors que sa décision n'engage pas la responsabilité collective des socialistes, mais plusieurs de ses alliés considèrent cette participation à un « gouvernement bourgeois » comme contraire à la lutte des classes et dénoncent la nomination au ministère de la Guerre du général de Galliffet, surnommé « le bourreau de la Commune ». En effet, si Jean Jaurès défend alors la participation au gouvernement pour défendre la République contre les nationalistes et qu'en province ce choix suscite de l'espoir, Jules Guesde et Édouard Vaillant y sont opposés.
Le premier congrès des organisations socialistes françaises, qui se tient en décembre 1899 à la salle Japy, autorise cependant le principe d'une participation gouvernementale en cas de « circonstances exceptionnelles ». Cette décision divise cependant les socialistes et empêche l'unification. La création du Parti socialiste de France, fusion du Parti ouvrier français (POF) et du Parti socialiste révolutionnaire (PSR), s'inscrit dans l'opposition au choix de Millerand de participer au gouvernement. En 1904 ce dernier finit par être exclu du Parti socialiste français de Jaurès, après avoir été désavoué par le groupe socialiste à la Chambre des députés. Lors du congrès d'Amsterdam de la même année l'Internationale socialiste condamne également le ministérialisme et les alliances avec des partis « bourgeois ».